# Mads Mikkelsen
Mads Dittmann Mikkelsen R. (født 22. november 1965) er en dansk skuespiller. Efter endt uddannelse fra Aarhus Teaterskole i 1996 fik han sit nationale gennembrud med filmen Pusher, og han har siden medvirket i flere danske tv- og filmproduktioner såsom Blinkende lygter (2000), Rejseholdet (2000-2004), En kongelig affære (2012), Jagten (2012), Druk (2020), Retfærdighedens ryttere (2021) og Bastarden (2023). Han fik sit internationale gennembrud med rollen som skurken Le Chiffre i James Bond-filmen Casino Royale (2006) og har siden medvirket i internationale film- og tv-produktioner som Coco Chanel & Igor Stravinsky (2008), Hannibal (2013–2015), Doctor Strange (2016), Rogue One: A Star Wars Story (2016), Fantastiske skabninger 3: Dumbledores hemmeligheder (2022) og Indiana Jones and the Dial of Destiny (2023).
Han har gennem sin karriere modtaget adskillige priser og nomineringer, som BAFTA- og Cannes-nomineringer for bedste mandlige skuespiller og European Film Awards-, Bodil- og Robert-priser, og han blev i 2010 udnævnt til ridder af Dannebrogordenen.

## Opvækst
Mikkelsen blev født den 22. november 1965 på Østerbro, København, som søn af Henning Mikkelsen, bankfuldmægtig, og Bente Christiansen, sygehjælper. Hans storebror, Lars Mikkelsen, blev født året før, i 1964, og de voksede op på Nørrebro i København. Som barn og ung gik Mikkelsen til gymnastik og var gymnastiktræner i Gymnastikforeningen Gefion i elleve år. Efter at han blev student fra Metropolitanskolen i 1984, blev han en del af danse/dramaprojektet for unge kreative arbejdsløse, den moderne dans-gruppe Micado Danse Ensemble, hvor han i de følgende otte år optrådte i adskillige forestillinger, som bl.a. i Cirkusrevyen i 1990. I 1987 flyttede han et år til Göteborg, Sverige, hvor han tog en etårig danseuddannelse på Göteborg Balletakademi, ligesom at han to gange var på Martha Grahams sommerskole i New York. Mikkelsen har siden udtalt, at det er grundet de mange danseoptrædener at han indså, at han var mere interesseret i de dramatiske aspekter af optrædenerne, og at han ville forsøge at blive skuespiller. Han søgte i 1993 ind på skuespillerlinjen ved Aarhus Teater, hvor han blev optaget.

## Karriere

### 1996-2000: gennembrud,Pusher,Blinkende lygter
Mikkelsen blev uddannet fra Aarhus Teaterskole i 1996, og han medvirkede efterfølgende i forestillingen Kunst ved Aarhus Teater, Paradis (1997), Længe siden (1999) og Fiaskospiralen (1999) ved Aveny Teater og i forestillingen Romeo og Julie ved Østre Gasværk i 1998. Mikkelsen havde sin filmdebut i kortfilmen Blomsterfangen i 1996 i rollen som Max, der uvidende følger i sin kriminelle fars fodspor og ender i samme fængsel som ham. Filmen modtog positive anmeldelser og vandt en Robert-pris for bedste kortfilm i 1997.
Mikkelsen fik også sit gennembrud i 1996 med instruktør Nicolas Winding Refns filmdebut Pusher, hvor Mikkelsen spillede den voldelige og kriminelle Tonny. Mikkelsen blev tilbudt rollen som Tonny efter at være blevet set optræde i en teaterforestilling på Aarhus Teater, hvor Refn fandt Mikkelsens hurtige måde at snakke på med en meget københavnsk dialekt yderst passende til rollen. Filmen blev godt modtaget, og har med tiden fået nær kultstatus som en af de vigtigste film i dansk filmhistorie. Mikkelsen har siden hen udtalt at filmen var definerende for hans karriere: "...Jeg har meget svært ved at forestille mig min karriere uden den film. Jeg var selvfølgelig kommet i gang på en anden måde, men udover at den film viste folk, at her var jeg som skuespiller, hvilket jo var vigtigt, var det også måden, vi arbejdede på. Den var så rigtig og inspirerende for mig, at havde jeg ikke startet med den, ved jeg ikke, om jeg havde fundet den måde at arbejde på meget senere.. [..] ..Man kan næsten ikke bedømme, hvor meget den har betydet for mig. Næsten alt.."
Mikkelsens portrættering af en udsat, problematisk og kompleks karakter fra et af samfundets nederste sociale lag, blev et portræt han gentog i hans to efterfølgende roller; i filmen Bleeder fra 1999 og Blinkende Lygter fra 2000. I Bleeder spillede Mikkelsen igen under instruktion fra Nicolas Winding Refn, i rollen som den generte og sky filmnørd Lenny. I Anders Thomas Jensens succesfulde Blinkende Lygter (2000), spillede Mikkelsen den skydeglade og voldelige Arne overfor Søren Pilmark, Ulrich Thomsen og Nikolaj Lie Kaas, som sammen udgør en kriminel bande, og som køber en nedslidt restaurant. Filmen blev hurtigt en kommerciel og anmelderrost succes, og mange af filmens citater anses for ikoniske.

### 2001-2005:De grønne slagtere,Rejseholdet
I 2001 medvirkede Mikkelsen i Jonas Elmers komedie Monas verden i rollen som Monas drømmefyr, Casper. Samme år medvirkede Mikkelsen også i Hella Joofs komedie En kort en lang, hvor han spillede den homoseksuelle Jacob, som på aftenen for offentliggørelsen af sin forlovelse med sin kæreste Jørgen forelsker sig i deres fælles veninde. Filmen blev et stort biografhit og Mikkelsen vandt sin første Zulu Award i kategorien bedste skuespiller.
I 2002 medvirkede Mikkelsen i Ole Bornedals skandinaviske drama, Jeg er Dina, hvor han spillede rollen som Dinas stedsøn, Niels. Samme år medvirkede han også i Susanne Biers romantiske drama Elsker dig for evigt i rollen som lægen Niels, der indleder en affære med kæresten til en patient, som Niels' kone på tragisk vis har kørt ned. Filmen blev en af de mest sete danske film i biograferne i 2002, og gav Mikkelsen sine første Bodil- og Robert-nomineringer, begge i kategorien bedste mandlige hovedrolle. Også i 2002 medvirkede Mikkelsen i det dansk-skotske drama Wilbur begår selvmord, som er skrevet af Lone Scherfig og Anders Thomas Jensen, og instrueret af Scherfig. Mikkelsen spiller rollen som den danske chefpsykolog, Albert Horst, og han spillede over for et rent skotsk cast.
Mikkelsen medvirkede i 2003 i Anders Thomas Jensens morbide komedie De grønne slagtere, hvor han spillede rollen som slagteren Svend, der sammen med sin kompagnon, Bjarne, kæmper med få deres slagterforretning op og køre, indtil de en dag får fat på noget helt specielt kød, der hurtigt bliver eftertragtet af kunderne i byen. Filmen modtog overvejende positive anmeldelser, men levede ifølge kritikere ikke op til forventningerne efter successen med filmen Blinkende lygter (2000). Filmen blev dog et publikumshit, og Mikkelsen modtog sin anden Bodil-nominering i kategorien bedste mandlige hovedrolle i 2004. I 2003 medvirkede Mikkelsen også i den spansk-dansk komedie, Torremolinos 73, hvor han spillede en mindre rolle som danskeren Magnus. Trods flotte anmeldelser i Spanien, blev filmen ikke taget godt imod i Skandinavien. Samme år medvirkede han også i Ole Bornedals teaterstykke Mænd uden noget på Aveny-T, hvor han overfor Dejan Čukić, spillede en kvindehadende bjergbestiger, der pludselig vågner op "død" i et lighus.
Fra 2000 til 2004 spillede Mikkelsen med i den prisbelønnede danske tv-serie Rejseholdet, hvor han spillede den unge og til tider uregerlige kriminalassistent Allan Fischer. Tv-serien blev en stor succes, som løb i fire sæsoner, hvor Mikkelsen medvirkede i alle 32 episoder. Serien modtog i 2002 en Emmy Award i kategorien bedste internationale dramaserie og samme år vandt Mikkelsen prisen for bedste skuespiller ved Copenhagen TV Festival for sin præstation. Mikkelsen har udtalt at han nød sin tid med lave tv-serien: "...Vi elskede at være sammen, og det var vildt for det er ikke så tit, at man har fast job i et helt år som skuespiller. Det var ret unikt dengang. Jeg ville elske at komme tilbage og lave noget med Lars Brygmann og Waage Sandø, om det så er Rejseholdet eller noget andet..."  Også i 2004 genoptog Mikkelsen sin gennembrudsrolle som den kriminelle Tonny i filmen Pusher II, som er fortsættelsen til Pusher (2000). Nicolas Winding Refn var igen instruktør, og filmen havde denne gang Tonny som hovedperson, som vender tilbage til sit gamle liv efter en fængselsdom for at finde ud af at han har en nyfødt søn. Filmen blev et stort hit, og Mikkelsen vandt for første gang en Bodil- og Robert-pris i kategorien bedste mandlige hovedrolle for sin præstation. I 2004 spillede Mikkelsen også med i den amerikanske storfilm King Arthur i rollen som Tristan, en af Kong Arthurs riddere af det runde bord, hvor han spillede overfor bl.a. Clive Owen og Keira Knightley. Mikkelsens medvirken gjorde ham mere internationalt kendt, og til trods for overvejende negative anmeldelser, blev filmen et kommercielt hit.
I 2005 medvirkede Mikkelsen igen i en Anders Thomas Jensen-instrueret film; Adams æbler, hvor han spiller den evigt optimistiske og desillusionelle præst Ivan. Filmen blev et stort biografhit og en af de bedst indtjenende film i 2005, og Mikkelsen modtog en Robert-nominering i kategorien bedste mandlige birolle. Samme år medvirkede Mikkelsen også i ungdomsserien Julie, hvor han spillede Julies far, Harald.

### 2006-2010: internationale gennembrud,Casino Royale
I 2006 spillede Mikkelsen med i Ole Christian Madsens drama Prag. Hans rolle som Christoffer gav ham en Bodil- og Robert-nominering i kategorien bedste mandlige hovedrolle, og han vandt en Zulu Award i en lignende kategori. Samme år fik Mikkelsen sin første udbredte internationale succes i rollen som skurken Le Chiffre i den enogtyvende James Bond-film, Casino Royale. Mikkelsen udtalte, at han fik rollen så nemt at selv Daniel Craig spurgte, om han havde været i seng med nogen for at få rollen. Mikkelsen sagde om dette, at "[Casterne, red.]... havde lavet deres lektier og set mit arbejde, så det var helt fint, men bare lidt antiklimatisk, fordi jeg var så klar på at lave mere for dem, men det var bare... "okay, du får rollen"." Han udtalte endvidere at fordi han allerede var et etableret og kendt navn i Danmark, så skete der ikke meget andet end at hans stak over tilbudte filmprojekter blev en smule større. Mikkelsens præstation som den onde skurk modtog flotte anmeldelser, og blev blandt andet kaldt bloddryppende og frygtindgydende." En anden dansker, Jesper Christensen, spillede også med i filmen og filmen blev den mest sete i Danmark det år. I 2006 havde Mikkelsen også hovedrollen i Susanne Biers drama Efter brylluppet. Filmen blev en stor succes og modtog international anerkendelse, da den blev nomineret til Oscar for bedste internationale film i 2007. For sin rolle som Jakob, der efter flere år i Indien vender tilbage til Danmark, hvor hans liv vendes op og ned, vandt han prisen for bedste skuespiller ved den internationale filmfestival i Palm Springs, og modtog både en European Film Award- og en Robert-nominering.
I 2008 spillede Mikkelsen den danske modstandskæmper Jørgen Haagen Schmith overfor Thure Lindhardt i Ole Christian Madsens Flammen & Citronen, en film som er løst baseret på virkelige hændelser, som involverede de to mest aktive modstandskæmpere fra den danske modstandsgruppe Holger Danske under 2. verdenskrig. Mikkelsens karakter blev kaldt "Citronen" efter den Citroën-bilfabrik han arbejdede i. Mikkelsen og Lindhardts karakterer blev af anmeldere sammenlignet med Butch Cassidy and the Sundance Kid; "... dette er historien om flotte rebeller med pistoler. Det er fast-paced, stylet og nervepirrende." I 2008 lagde Mikkelsen også stemme til Le Chiffre-karakteren i Quantum of Solace-videospillet, og han optrådte i sit Le Chiffre-antræk, da han blev inviteret til det schweiziske urfirma Swatchs "007 Villain Collection"-launch i Bregenz, Østrig. Det følgende år, i 2009, efter at have fået ry for at være en af Europas mest sensuelle mandlige skuespillere, spillede Mikkelsen den lidenskabelige komponist Igor Stravinsky i Jan Kounens anmelderroste film Coco Chanel & Igor Stravinsky, som er baseret på romancen mellem komponisten og modedesigneren Coco Chanel i 1920'ernes Frankrig. Som forberedelse til rollen, måtte Mikkelsen i løbet af få uger lære sig selv fransk og russisk og at spille klaver. I 2009 spillede Mikkelsen igen med i en Nicolas Winding Refn-produktion, hvor han spillede den nordiske kriger One-Eye, under korstogene i filmen Valhalla Rising (2009) og Draco, en selvopofrende leder af kongens hær i Clash of the Titans - Titanernes kamp (2010). I 2010 indgik Mikkelsen også i en reklame for rejsebureauet Star Tours, hvor han under sloganet "Dage du aldrig glemmer" reklamerede for bureauets nyeste resort på Koh Samet i Thailand, hvor reklamen også blev optaget.

### 2011-2015:Jagten,En kongelig affære,Hannibal
Mikkelsen spillede i 2011 rollen som Comte de Rochefort i De tre musketerer, som til trods for negative anmeldelser, blev et kommercielt hit. I 2012 spillede han hovedrollen i Thomas Vinterbergs anmelderoste og prisbelønnede film, Jagten, som han vandt prisen for bedste mandlige skuespiller ved Cannes Film Festival samme år. For hans præstation som pædagogmedhjælperen Lucas, der uretmæssigt beskyldes for seksuelle overgreb mod et barn, modtog Mikkelsen også en nominering i kategorien bedste mandlige hovedrolle ved European Film Awards og en Actor of the Year-nominering ved London Film Critics Circle Award. Jagten blev en af de mest sete film i Danmark i 2012, og modtog både en BAFTA-, Golden Globe- og en Oscar-nominering i kategorien bedste udenlandske film. I 2012 spillede Mikkelsen også med i det historiske drama, En kongelig affære, hvor han indtog rollen som den preussiske livlæge, Johann Friedrich Struensee, som indledte en affære med Dronning Caroline Mathilde, imens han behandlede den psykiske syge danske konge, Christian 7. Filmen, som var en af de dyreste film nogensinde lavet i dansk filmhistorie, mest grundet de ekstravagante kostumer, blev en anmelder- og publikumssucces. Filmen blev også en international succes, og modtog både en Guldbjørn-, Golden Globe- og Oscar-nominering for bedste udenlandske film i 2013.
Mikkelsen spillede Hannibal Lecter i NBCs tv-serie Hannibal (2013–15), hvor han bl.a. spillede overfor Hugh Dancy. Serien blev en stor succes, og Mikkelsens præstation som den koldblodige morder modtog flotte anmeldelser. Mikkelsen var i begyndelsen selv nervøs for at acceptere rollen, da han fandt Anthony Hopkins' portrættering af Lector "noget nær perfektion".
I 2013 medvirkede han i det romantiske drama Charlie Countryman overfor Shia LaBeouf og Evan Rachel Wood, som havde dens premiere ved Sundance Film Festival, og senere samme år indtog han titelrollen i filmen Michael Kohlhaas, som havde dens premiere ved Cannes Film Festival i 2013, som bygger på den sandfærdige historie om hestehandleren Kohlhaas i det 16. århundrede. I 2014 medvirkede han i den danske western, The Salvation af Kristian Levring, hvor han spillede overfor Eva Green, Jeffrey Dean Morgan og den danske sangerinde, Nanna Øland Fabricius (også kendt som Oh Land).
Mikkelsen medvirkede i 2015 i sin fjerde Anders Thomas Jensen-produktion med komedien Mænd og høns. Filmen, der har samme sorte humor og forunderlige plottwists som set i Jensens tidligere produktioner, blev en publikumssucces og blev en af de mest sete film i Danmark i 2015. Samme år medvirkede Mikkelsen også i den amerikanske sangerinde Rihannas musikvideo til sangen "Bitch Better Have My Money", hvor han spilled rollen som hendes revisor, som er "the bitch" som stjal fra hende.

### 2016-nu: Marvel,Star Wars,Druk
I 2016 var Mikkelsen udtaget til at være en del af hovedkonkurrencens jury ved Cannes Film Festival 2016, efter at han i 2012 modtog prisen for bedste mandlige skuespiller for Jagten. I oktober 2016 spillede Mikkelsen rollen som superskurken Kaecilius i Marvel-filmen Doctor Strange, hvor han spillede overfor Benedict Cumberbatch og Tilda Swinton. Til trods for at Mikkelsens rolle blev kritiseret for være underudnyttet og blev stemplet som endnu en generisk Marvel-"bad guy", blev Mikkelsens præstation rost af anmelderne. I december 2016 spillede Mikkelsen rollen som videnskabsmanden og designeren af Dødsstjernen, Galen Erso i Star Wars spinoff-filmen, Rogue One: A Star Wars Story. Mikkelsen har af omgange været frontfigur for det danske ølmærke Carlsberg, og han medvirkede i 2017 i en reklame til primært det britiske marked, hvor han cyklede rundt i Københavns gader under sloganet "The Danish Way". Reklamen blev dog taget så godt imod, at den blev udbredt globalt. Mikkelsen indgik i oktober 2020 et nyt samarbejde ved Carlsberg. I 2018 spillede han den eneste overlevende efter et flystyrt i Arktis i thrilleren Arctic.
Mikkelsen lagde ansigt og stemme til Hideo Kojima's videospil Death Stranding i 2019. Spillet fik overvejende positive anmeldelser, og blev et kommercielt hit, men modtog blandede anmeldelser som omhandlede gameplayet og selve historien. I 2018 havde Mikkelsen en mindre birolle i Julian Schnabels biografiske film om Vincent van Gogh, At Eternity's Gate, med Willem Dafoe som Van Gogh. I 2019 medvirkede Mikkelsen i Jonas Åkerlunds actionfilm Polar, som var baseret på Víctor Santos' grafiske novelle Polar: Came With the Cold. 
Efter fem år vendte Mikkelsen i 2020 tilbage til dansk film, og medvirkede i Thomas Vinterbergs anmelderoste og prisbelønnede film Druk, hvor han spillede overfor Thomas Bo Larsen, Lars Ranthe og Magnus Milang. Filmen blev hurtigt en succes, hvilket kulminerede, da den i 2021 vandt en Oscar for bedste internationale film. Filmens nominering markerede Mikkelsens fjerde medvirken i en film, som er blevet nomineret til en Oscar (Efter brylluppet (2007), En kongelig affære (2013) og Jagten (2014)). Mikkelsen modtog for sin præstation som Martin, hvis liv ændres drastisk, da han og sine tre venner indgår i et alkoholeksperiment, en BAFTA-nominering for bedste mandlige hovedrolle, og han vandt en Bodil-, Robert- og European Film Awards i samme kategori. I 2020 medvirkede Mikkelsen også i sin femte Anders Thomas Jensen-instruerede film med filmen Retfærdighedens ryttere, i rollen som militærmanden Markus, hvis hustru omkommer i en togulykke, som måske ikke var så meget en uheldig ulykke, som det ser ud til. Til trods for filmens premiere under covid-19-pandemien blev filmen en af de mest sete film i Danmark, sammen med filmen Druk. Mikkelsen modtog for sin præstation en Robert-nominering i kategorien bedste mandlige hovedrolle.
I 2021 medvirkede Mikkelsen i den amerikanske dystopiske actionfilm Chaos Walking, hvor han spillede overfor Daisy Ridley og Tom Holland. Filmen modtog blandede anmeldelser og blev ikke en kommerciel succes. I 2022 medvirkede Mikkelsen i den tredje installation af Fantastiske skabninger-trilogien, Fantastiske skabninger 3: Dumbledores hemmeligheder i rollen som den onde troldmand Gellert Grindelwald. Den 26. november 2020 blev det offentliggjort af Warner Bros. at Mikkelsen ville overtage rollen fra Johnny Depp, grundet dennes skandaleramte retssag mod den britiske avis The Sun.  Filmen modtog blandede anmeldelser, mens Mikkelsens præstation blev rost af flere internationale medier og den britiske avis The Daily Telegraph skrev bl.a. at "...Mikkelsen burde have haft rollen fra begyndelsen (af trilogien, red.)..."
I 2023 medvirkede Mikkelsen i den femte og afsluttende film i Indiana Jones-franchisen, Indiana Jones and the Dial of Destiny. Han indtog rollen som skurken Voller i filmen, som modtog blandede anmeldelser. Han udtalte at dette var en af eneste film-franchises han faktisk var vokset op med at se. Mikkelsens medvirken markerede hans femte medvirken i en af den internationale filmhistories største film-franchises, herunder James Bond, Star Wars, Marvel, Harry Potter og nu Indiana Jones. Mikkelsen udtalte i et 2024-interview at han havde ønske om ligeledes at medvirke i Jurassic Park-, Batman- og Fast and Furious-franchisene. Samme år medvirkede Mikkelsen i sit andet historiske drama af Nikolaj Arcel, da han medvirkede i Bastarden, som er baseret på Ida Jessens bestseller fra 2020, Kaptajnen og Ann Barbara. Filmen, der omhandler den sande historie omkring kampen om den uopdyrkede jyske hede i 1750’ernes Danmark, hvor Frederik 5. sendte kaptajn Ludvig von Kahlen dertil for at opdyrke heden til stor modstand fra Frederik de Schinkel, en godsejer i området. Mikkelsen indtog rollen som Ludvig Kahlen overfor Amanda Collin, og filmen modtog positive anmeldelser og blev indstillet til at være Danmarks kandidat til en Oscar-nominering, dog uden at blive valgt. Filmen modtog en Robert og en bodilpris for årets bedste danske film, og Mikkelsen modtog for sin rolle i filmen sin fjerde Robert og sin fjerde Bodil for bedste mandlige hovedrolle.
I 2024 havde Mikkelsen sin debut som catwalkmodel, da han gik med i det italienske Zegnas modeshow under Milan Men's Fashion Week den 18. juni 2024. Mikkelsen er desuden ambassadør for brandet. I 2024 lagde Mikkelsen stemme til den både den engelske og den danske version af skurkeløven Kiros i Barry Jenkins' prequel til Løvernes Konge, Mufasa: The Lion King.

### Kommende produktioner
I oktober 2020 blev det annonceret at Mikkelsen vil indtage rollen som den sovjetiske ingeniør og spion, Adolf Tolkachev, i dramafilmen The Billion Dollar Spy, som foregår under den kolde krig. Filmen har ukendt premieredato.
I maj 2023 offentliggjorde det amerikanske magasin Variety at Mikkelsen, overfor Vanessa Hudgens, ville medvirke i Derrick Bortes filmatisering af Victor Santos' grafiske novelle Polar: The Black Kaiser. Novellen er forløber for Polar: Came with the Cold som ligeledes blev filmatiseret i 2019 med Mikkelsen i hovedrollen. Mikkelsens rolle i filmen og premieredato er ukendt.
I juni 2023 blev det annonceret at Mikkelsen ville genforenes med Hannibal-skaberen, Bryan Fuller, i Fullers kommende familie-gyser, Dust Bunny. Mikkelsen vil spille over for Sigourney Weaver. Filmen har ukendt premieredato. Fuller offentliggjorde selv nyheden på sin Instagram om at optagelserne med Mikkelsen foregik i Budapest, Ungarn.
I august 2024 annoncerede produktionsselskabet Zentropa at Mikkelsen ville medvirke i Anders Thomas Jensens nye komedie Den sidste viking, hvor han vil indtage den ene hovedrolle over for Nikolaj Lie Kaas. Filmen vil blive Mikkelsens sjette samarbejde med Thomas Jensen og forventes premiere i efteråret 2025.

## Privatliv
Mikkelsen blev gift med Hanne Jacobsen, danser og koreograf, den 2. december 2000. De mødtes i 1987, hvor de begge dansede i en forestilling i Aarhus. Parret har sammen to børn; Viola (f. 1995) og Carl (f. 1998). Familien bor i Hellerup, men boede også i en periode i Toronto, mens Mikkelsen optog til tv-serien Hannibal.

## Udvalgt hæder, priser og nomineringer
| År   | Pris                                            | Titel                           | Resultat  |
| ---- | ----------------------------------------------- | ------------------------------- | --------- |
| 2002 | Bodilprisen for bedste mandlige hovedrolle      | Elsker dig for evigt            | Nomineret |
| 2002 | Robert for årets mandlige hovedrolle            | Elsker dig for evigt            | Nomineret |
| 2003 | Bodilprisen for bedste mandlige hovedrolle      | De grønne slagtere              | Nomineret |
| 2004 | Zulu Award for Årets Danske Mandlige birolle    | Pusher II                       | Vundet    |
| 2004 | Bodilprisen for bedste mandlige hovedrolle      | Pusher II                       | Vundet    |
| 2004 | Robert for årets mandlige hovedrolle            | Pusher II                       | Vundet    |
| 2006 | European Film Award for Best Actor              | Efter brylluppet                | Nomineret |
| 2006 | Robert for årets mandlige hovedrolle            | Efter brylluppet                | Nomineret |
| 2006 | Zulu Award for Årets Danske Mandlige hovedrolle | Prag                            | Vundet    |
| 2006 | Bodilprisen for bedste mandlige hovedrolle      | Prag                            | Nomineret |
| 2006 | Robert for årets mandlige hovedrolle            | Prag                            | Nomineret |
| 2008 | European Film Award for Best Actor              | Flammen & Citronen              | Nomineret |
| 2008 | Robert for årets mandlige birolle               | Flammen & Citronen              | Nomineret |
| 2009 | Robert for årets mandlige hovedrolle            | Valhalla Rising                 | Nomineret |
| 2012 | Bodilprisen for bedste mandlige hovedrolle      | En kongelig affære              | Nomineret |
| 2012 | Robert for årets mandlige birolle               | En kongelig affære              | Nomineret |
| 2012 | Cannes Film Festival Award for Best Actor       | Jagten                          | Vundet    |
| 2012 | Robert for årets mandlige hovedrolle            | Jagten                          | Vundet    |
| 2012 | Bodilprisen for bedste mandlige hovedrolle      | Jagten                          | Vundet    |
| 2012 | Zulu Award for Årets Danske Mandlige hovedrolle | Jagten                          | Vundet    |
| 2012 | European Film Award for Best Actor              | Jagten                          | Nomineret |
| 2013 | César Award for Best Actor                      | Michael Kohlhaas                | Nomineret |
| 2015 | Saturn Award for Best Actor on Television       | Hannibal                        | Nomineret |
| 2015 | Zulu Award for Årets Danske Mandlige hovedrolle | Mænd og høns                    | Vundet    |
| 2016 | Zulu Award for Årets Danske Mandlige hovedrolle | Doctor Strange                  | Vundet    |
| 2019 | The Game Award for Best Performance             | Death Stranding                 | Vundet    |
| 2020 | Silver Shell for Best Actor                     | Druk                            | Vundet    |
| 2020 | European Film Award for Best Actor              | Druk                            | Vundet    |
| 2021 | BAFTA Award for Best Actor in a Leading Role    | Druk                            | Nomineret |
| 2021 | Bodilprisen for bedste mandlige hovedrolle      | Druk                            | Vundet    |
| 2021 | Robert for årets mandlige hovedrolle            | Druk                            | Vundet    |
| 2021 | Zulu Award for årets skuespiller                | Druk og Retfærdighedens ryttere | Vundet    |
| 2021 | Robert for årets mandlige hovedrolle            | Retfærdighedens ryttere         | Nomineret |
| 2023 | European Film Award for Best Actor              | Bastarden                       | Vundet    |
| 2023 | Bambi for Schauspiel International              |                                 | Vundet    |
| 2024 | Robert for årets mandlige hovedrolle            | Bastarden                       | Vundet    |
| 2024 | Bodilprisen for bedste mandlige hovedrolle      | Bastarden                       | Vundet    |

### Øvrige
I 2001 modtog han Teaterflisen.
Den 16. april 2010 blev Mikkelsen slået til ridder af Dannebrogordenen af Dronning Margrethe 2, hvilket traditionen tro fandt sted på Dronningens fødselsdag.
Den 29. april 2016 blev Mikkelsen udnævnt til Chevalier (ridder) af den franske kunst- og litteraturorden, Ordre des Arts et des Lettres for sin mangfoldige og flotte karriere som skuespiller. Sammen med filminstruktør Thomas Vinterberg fik Mikkelsen overrakt ordenen på Thotts Palæ i København af den franske ambassadør François Zimeray.
Den 9. september 2018 modtog Mikkelsen Lauritzen-prisen og de medfølgende 250.000 kr. ved Lauritzen Fondens uddeling i Folketeatret i København. Han modtog prisen sammen med skuespiller Inge Sofie Skovbo. Med Lauritzen-prisen fulgte også en donation på 50.000 kr. og Mikkelsen valgte at donationen skulle gå til platformen Refugees United, som er en portal for flygtninge, der søger efter familiemedlemmer og bekendte.

## Udvalgt filmografi

### Spillefilm
| År     | Titel                                      | Rolle                          |
| ------ | ------------------------------------------ | ------------------------------ |
| 1996   | Blomsterfangen                             | Max                            |
| 1996   | Pusher                                     | Tonny                          |
| 1998   | Vildspor                                   | Jimmy                          |
| 1998   | Nattens engel                              | Ronnie                         |
| 1999   | Bleeder                                    | Lenny                          |
| 2000   | Blinkende lygter                           | Arne                           |
| 2001   | Monas verden                               | Casper                         |
| 2001   | En kort en lang                            | Jacob                          |
| 2002   | Jeg er Dina                                | Niels                          |
| 2002   | Elsker dig for evigt                       | Niels                          |
| 2002   | Wilbur begår selvmord                      | Albert Horst                   |
| 2003   | De grønne slagtere                         | Svend                          |
| 2003   | Torremolinos 73                            | Magnus                         |
| 2004   | King Arthur                                | Tristan                        |
| 2004   | Pusher 2                                   | Tonny                          |
| 2005   | Adams æbler                                | Ivan                           |
| 2006   | Efter brylluppet                           | Jacob Pederson                 |
| 2006   | Prag                                       | Christoffer                    |
| 2006   | Exit                                       | Thomas Skepphult               |
| 2006   | Casino Royale                              | Le Chiffre                     |
| 2008   | Flammen & Citronen                         | Jørgen Haagen Schmith/Citronen |
| 2009   | Coco Chanel & Igor Stravinsky              | Igor Stravinsky                |
| 2009   | Valhalla Rising                            | One-Eye                        |
| 2009   | The door                                   | David                          |
| 2010   | Clash of the Titans                        | Draco                          |
| 2011   | De tre musketerer                          | Rochefort                      |
| 2012   | En kongelig affære                         | Johann Friedrich Struensee     |
| 2012   | Jagten                                     | Lucas                          |
| 2013   | Michael Kohlhaas                           | Michael Kohlhaas               |
| 2014   | The Salvation                              | John                           |
| 2015   | Mænd og høns                               | Elias                          |
| 2016   | Rogue One: A Star Wars Story               | Galen Erso                     |
| 2016   | Doctor Strange                             | Kaecilius                      |
| 2018   | Van Gogh - Ved evighedens port             | Præst                          |
| 2018   | Arctic                                     | Overgård                       |
| 2018   | Polar                                      | Duncan Vizla                   |
| 2020   | Druk                                       | Martin                         |
| 2020   | Retfærdighedens ryttere                    | Markus                         |
| 2021   | Chaos Walking                              | Mayor Prentiss                 |
| 2022   | Fantastiske skabninger og hvor de findes 3 | Gellert Grindelwald            |
| 2023   | Indiana Jones and the Dial of Destiny      | Voller                         |
| 2023   | Bastarden                                  | Kaptajn Ludvig von Kahlen      |
| 2024   | Mufasa: The Lion King                      | Kiros (engelsk og dansk dub)   |
| 2025   | Den sidste viking                          | Manfred                        |
| ukendt | The Billion Dollar Spy                     |                                |
| ukendt | The Black Kaiser                           |                                |
| ukendt | Dust Bunny                                 |                                |

### Serier
| År        | Titel       | Rolle                 | Noter    |
| --------- | ----------- | --------------------- | -------- |
| 2000-04   | Rejseholdet | Allan Fischer         |          |
| 2005      | Klovn       | Fodboldspilleren Mads | afsnit 8 |
| 2005      | Julie       | Harald (Julies far)   |          |
| 2013-2015 | Hannibal    | Dr. Hannibal Lecter   |          |

### Danske stemmer til tegnefilm
| År   | Titel          | Rolle         | Noter |
| ---- | -------------- | ------------- | ----- |
| 2001 | Monsters, Inc. | Randalf Boggs |       |
| 2006 | Biler          | Ronny Ræs     |       |
| 2017 | Biler 3        | Ronny Ræs     |       |

### Videospil
| År   | Titel                         | Rolle      | Noter                    |
| ---- | ----------------------------- | ---------- | ------------------------ |
| 2008 | Quantum of Solace             | Le Chiffre |                          |
| 2019 | Death Stranding               | Cliff      |                          |
| 2025 | Hitman: World of Assasination | Le Chiffre | Tidsbegrænset begivenhed |